# Oniros (lifeboat)
Le Oniros (ex Samuel & Marie Parkhouse) est un ancien Lifeboat de la Royal National Lifeboat Institution (RNLI) reconverti en bateau à moteur de plaisance.
Son port d'attache actuel est Hamble dans le comté de Hampshire.

## Histoire
Le Samuel and Marie Parkhouse est l'une des 28 unités de la classe 46 pieds Watson (en) construites entre 1935 et 1946. 
Il est construit sur le chantier naval J. Samuel White à Cowes sur l'Île de Wight. Il est lancé en 1938 avec l'immatriculation ON 805. Il est équipé des premiers moteurs diesel pour ce genre d'embarcation : deux Ferry VE4 (4 cylindres) de 40 cv. Il avait aussi un très faible tirant d'eau, ce qui permet son utilisation en eau peu profonde. 
Il a fait toute sa carrière à la Station de sauvetage de Salcombe (en) (Salcombe dans le Devon) de 1938 à 1962.
Vendu en 1963, après la pose d'un double moteur BMC Newage Commadore de 52 cv, il est reconverti pour la plaisance.
Il participe aux Fêtes maritimes de Brest : Brest 2008 et Les Tonnerres de Brest 2012.